# Opistharsostethus octopunctatus
Opistharsostethus octopunctatus är en insektsart som först beskrevs av Charles Jean-Baptiste Amyot och Jean Guillaume Audinet Serville 1843.  Opistharsostethus octopunctatus ingår i släktet Opistharsostethus och familjen spottstritar. Inga underarter finns listade i Catalogue of Life.